# Alessandro Algardi

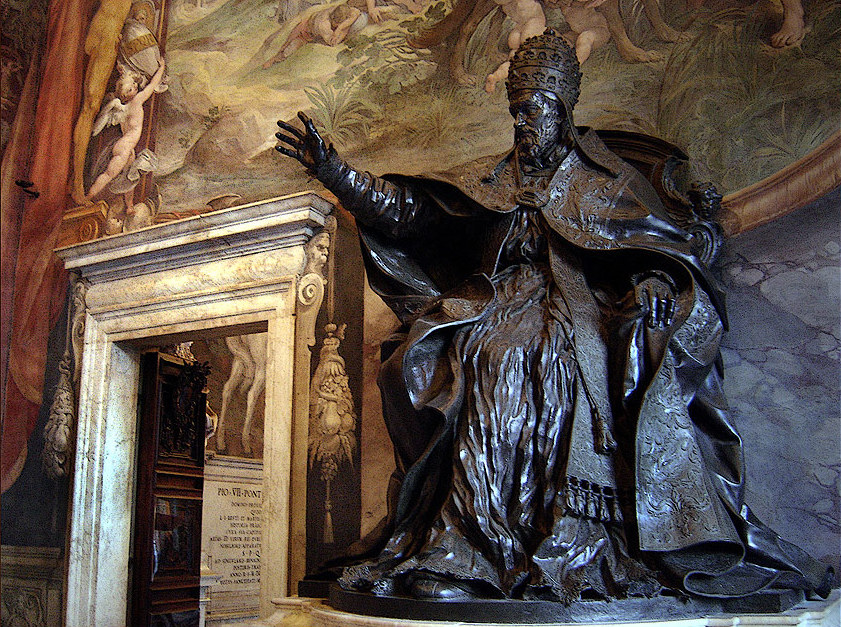
Innozenz X, Musei Capitolini, Rom

Alessandro Algardi (* 31. Juli 1598 in Bologna; † 10. Juni 1654 in Rom) war ein italienischer Bildhauer und Baumeister. Er gilt neben Bernini als Hauptmeister der römischen Barockskulptur.

## Leben
Algardi war der Sohn des Seidenhändlers Giuseppe Algardi. Seine ersten künstlerische Ausbildung bekam er in seiner Heimatstadt im Atelier des Malers Lodovico Carracci. Später wandte sich Algardi aber mehr der Bildhauerei zu und wurde darin in der Werkstatt des Bildhauers Giulio Cesare Conventi ausgebildet. Während Algardi bei Conventi lernte, machte er die Bekanntschaft des Architekten Gabrielle Bertazzuoli. Mit 24 Jahren bekam er dann durch die Vermittlung Bertazzuolis eine Anstellung in Mantua am Hof von Herzog Ferdinand und fertigte dort meistenteils Modelle für verschiedene Silberarbeiten.
Ausgestattet mit einem großzügigen Stipendium unternahm Algardi um 1623 eine längere Studienreise nach Venedig und 1625 eine nach Rom. Als sein Mäzen starb und weitere Aufträge ausblieben, begann Algardi für Kardinal Ludovisi, einen Neffen des Papstes Gregor XV. zu arbeiten. Für Ludovisi restaurierte er Antiken, war als Elfenbeinschnitzer tätig und schuf auch kleinere Bronzearbeiten. Um 1630 befreundete er sich mit dem Maler Domenico Zampieri, gen. Domenichino, und arbeitete in den folgenden Jahren oft mit diesem zusammen.

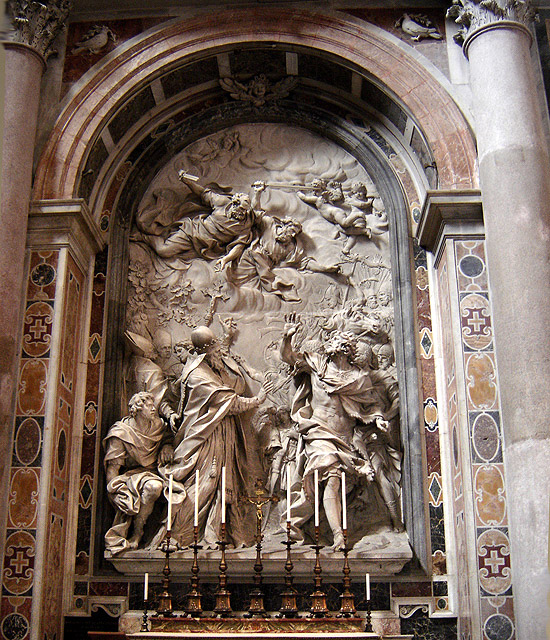
Fuga d’Attila, Vatican

1640 betraute man Algardi mit der Leitung der Accademia di San Luca. In dieser Position bekam er auch wieder verstärkt öffentliche Aufträge. Als einer der Ersten Auftraggeber wäre hier Pietro Buoncompagni zu nennen, der eine Figurengruppe mit dem heiligen Philipp Neri in Auftrag gab. Papst Innozenz X. ernannte Algardi 1644 als Nachfolger von Gian Lorenzo Bernini zu seinem Hofbildhauer. Am päpstlichen Hof war Algardi aber überwiegend als Baumeister tätig, da Papst Innozenz das Kapitol großzügig um- und ausgebaut haben wollte.
Aber auch Privatbauten für die Familie des Papstes fielen in Algardis Aufgabenbereich. Er entwarf u. a. die Villa Doria Pamphili für einen Neffen und schmückte sie auch mit eigenen Werken aus. Dabei stand Algardi immer wieder in Konkurrenz zu seinem Kollegen Francesco Mochi. Algardis Bedeutung zeigt sich auch darin, dass ihn in dieser Zeit François de Sublet de Noyers an den königlichen Hof nach Paris abwerben wollte. 1648 machte Kardinal Jules Mazarin ebenfalls einen vergeblichen Versuch.
Die zwei bedeutendsten Schüler aus dieser Zeit waren Giuseppe Perroni und Ercole Ferrata. Sie waren dabei, als Algardi 1650 den Höhepunkt seines künstlerischen Schaffens erlebte. Anlässlich eines Jubiläums wurde im Petersdom sein Marmorrelief Attilas Vertreibung durch Papst Leo I. der Öffentlichkeit vorgestellt. Es bestand aus mehreren riesigen Marmorblöcken, welche Algardi in vier Jahren hauptsächlich mit seinem Assistenten Domenico Guidi bearbeitete. Ein detailgetreues Modell des Reliefs aus Silber, ebenfalls von Algardi hergestellt, schenkte der Papst Philipp IV., dem König von Spanien.
In seinen letzten Lebensjahren delegierte Algardi immer mehr Arbeiten und war auch immer mehr nur als Berater tätig. Zu seinen wichtigsten Schülern dürfen neben Ercole Ferrata, Domenico Guidi und Giuseppe Perroni auch Girolamo Lucenti, Francesco Baratta und Giovanni Maria Baratta gezählt werden.
Im Alter von 56 Jahren starb Alessandro Algardi am 10. Juni 1654 in Rom. Seine letzte Ruhestätte fand er in der Kirche Santi Giovanni Evangelista e Petronio.
Algardi gilt als ebenbürtiger Kollege von Giovanni Lorenzo Bernini. Da Algardi fast sein ganzes Leben auch als Modelleur gearbeitet hatte, zeichnet sein künstlerisches Werk eine ungeheure Detailtreue aus; es fehlt ihm allerdings die gewisse Lebendigkeit Berninis.

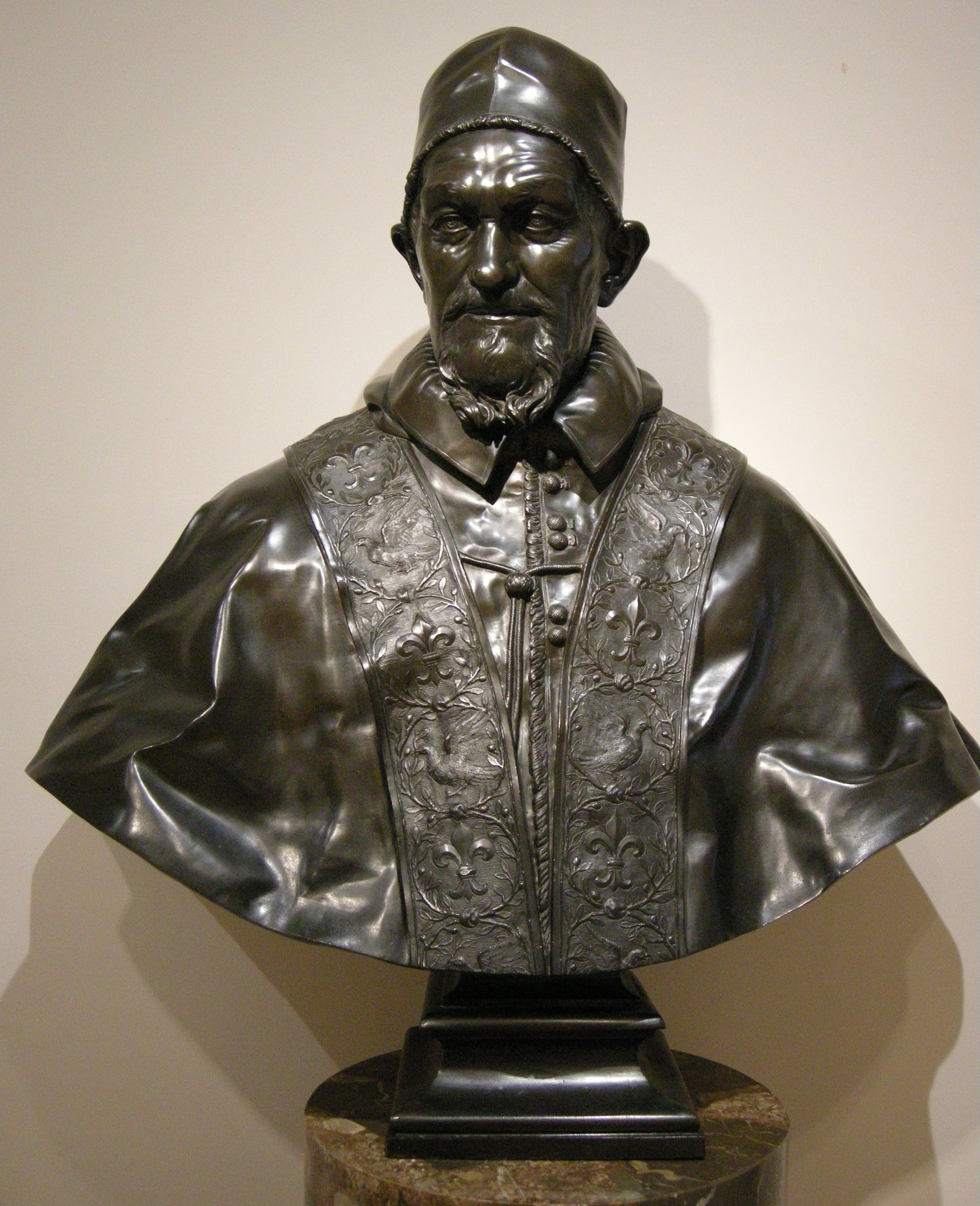
Innozenz X, Villa del Principe, Genua